# 北条時村 (時房流)
北条 時村（ほうじょう ときむら）は、鎌倉時代前期の武将、北条氏の一門。

## 生涯
鎌倉幕府の初代執権・北条時政の子で初代の連署である北条時房の次男。六波羅探題南方の北条時盛の弟。
建保6年（1218年）4月14日、父と共に後鳥羽上皇の蹴鞠の会に列した。承久2年（1220年）1月14日、弟の資時と共に突如として出家した。この理由は明確には分かっていないが、兄弟間の家督争いに敗れたとする説（最終的に弟の朝直が嫡子となっている）や、前年に将軍の源実朝が公暁に殺害されたことから仏門に入る決心を固めたためとする説などが唱えられている。出家後は行念（ぎょうねん）と称した。嘉禄元年（1225年）12月2日に死去（享年は27～29歳ほど）。
出家後、上京して親鸞に仕えたが、親鸞が亡くなると続いて如信（本願寺第二世）、覚如（本願寺第三世）にも仕え、のちに覚如から「如」の1字を与えられて改名し、興宗寺 (福井市)の開祖である行如（正安2年（1300年）5月16日没）になったとの異説もあり、興宗寺の住職は現在に至るまで北條姓を名乗っている。
歌人としての才能が深く、『玉葉和歌集』『新勅撰和歌集』『新後撰和歌集』『続古今和歌集』『続拾遺和歌集』などに時村の詠歌が収められている。